# パタゴニアン・ドッグ
パタゴニアン・ドッグ（英：Patagonian Dog）は、パタゴニア原産の犬種である。別名はテウエルチェ・インディアン・ドッグ。

## 歴史
別名の通り、テウエルチェという先住民によってのみ飼育されていた。生い立ちはほとんどが謎に包まれていて、土着の狼を飼いならしてできたという説や、パリア犬に近いタイプの土着犬にタテガミオオカミを掛け合わせて生まれたとする説などが立てられているが、どれも仮説であり決定的な証拠に欠け、証明することが難しい。
主にパックでラマやグアナコ、レアといった大型でとても足が速い動物を狩るのに使われていた。サイトハウンドのように足が速く、セントハウンドのように嗅覚の鋭い犬種で、獲物のにおいを追跡・発見すると俊足でひたすら追い掛け回し、獲物が疲れ果てたところでパックのメンバーで協力してしとめた。厳しい自然環境の下、ほぼその日暮を送ることを強いられたテウエルチェ族にとっては命よりも大切な存
在であり、人間のようにとても丁寧に扱われていた。食料が全て尽き、究極の飢餓に陥った際には子供を産めなくなった中年女性が犠牲となり、その肉を与えて飢えをしのがせたというほどである。ちなみに、同じ南米大陸原産の別のインディアン犬種、フィージアン・ドッグもそのように究極の飢餓に陥った際には人肉が与えられた。
外部の人の目にはじめて触れたのは1834年のことで、ダーウィンの探検隊が原産地に立ち寄った際、数頭のパタゴニアン・ドッグを観察する機会があった。ダーウィンをはじめ探検隊のメンバーははじめて見る新種の犬種に興味を持ち、一枚のスケッチとの数ページのレポートを遺した。このスケッチとレポートが、現在本種の存在を知るための唯一の資料になっている。別の探検隊も本種に関する資料をのこしたとされているが、現存はせずその存在自体が不明確である。
19世紀末になると、天候不順や獲物の減少（レアにいたっては獲り過ぎにより絶滅してしまった）により、テウエルチェ族は滅亡してしまった。それに伴い本種も主人の部族と運命を共にし、絶滅してしまった。全ての犬が大切に管理され飼育が行われていたため野良になった犬は存在しないと見られていて、もし居たとしても交雑により数年でその血が薄れ、消滅してしまった可能性が高い。そのようなこともあり、現在パタゴニアン・ドッグはこの世に存在していない犬種になってしまった。

## 特徴
遺されたスケッチやレポートをもとにその姿を描写すると、南方の狼やタテガミオオカミに似た姿をしていたようである。マズルは長く先が尖っていて、ストップは浅く、首は長く短めで厚いタテガミに覆われていた。痩せ型の体系で脚は長く、走るのが非常に速い。耳は長めの立ち耳、尾はふさふさした長い垂れ尾。コートは針金状で硬いワイアーコートで、毛色はグレーやブルー、シルバーなど。体高は55cmくらいの中型犬で、性格は主人家族に忠実で警戒心が非常に強い。スタミナはすさまじく多く、1時間程度であれば走り続けることができたとされる。